# Göb Sándor
Göb Sándor (Villány 1927. január 25. – Dorog 2016. április 9.) sportvezető, sportszervező, sporttudósító, a Nemzeti Sport aranygyűrűse, a Dorogi FC Örökös Tagja.

## Pályafutása
Gyermekkora óta Dorogon élt, már az általános iskolai tanulmányait is ott végezte. Iskolatársa volt Grosics Gyulának. Egész fiatal kora óta tagja volt a dorogi sportegyesületnek, ahol aktív labdarúgóként kezdte sportpályáját, azonban egy kis híján végzetes lábsérülést követően kénytelen volt feladni a versenyszerű sportolást. Ezt követően a klub adminisztratív munkaköreiben kezdett el tevékenykedni. Idővel labdarúgó szakosztályvezető, és megbízott sportköri elnök lett. A klub keretén belül működő több szakosztály életében is meghatározó szerepet vállalt, többek között a dorogi ökölvívó szakosztály egyik alapító tagja. 1947 után a Népsport, illetve Nemzeti Sport tudósítója. Ezen kívül sporttudósításai jelentek meg a Komárom-Esztergom megyei lapokban, a Közhírré Tétetik Dorogon című városi lapban, valamint Dorog város honlapján. Tagja volt a Komárom-Esztergom Megyei Labdarúgó Szövetségnek. A dorogi sportegyesületről megjelent kiadványok segítője, illetve lektora volt. Több, mint 60 esztendeig folyamatosan szolgálta a dorogi sportot, amellyel az egyik leghosszabb szolgálati idővel rendelkező sportköri tagok egyike lett. Hosszú és tartalmas pályafutása során felbecsülhetetlen értékű társadalmi munkát is végzett a helyi sportélet javára. Ezen kívül több sportoló "keresztapja" is, ugyanis annak idején több sportoló is kívánta magyarosítani a nevét és több alkalommal ő ajánlotta az új nevet, vagy nevezte el a sportolókat. Általa lett Ferpász Istvánból Fellegi István, Shuck Józsefből Surányi József, vagy Kirschneider Lászlóból Kertes László. A sport mellett dolgozott a Központi Statisztikai Hivatalban, a Magyar Nemzeti Bankban és a Dorogi Szénbányáknál.

## Kitüntetései
- Bányász Szolgálati Érdemérem bronz, ezüst, arany és gyémánt fokozata
- Bányászat Kiváló Dolgozója
- Komárom-Esztergom Megye Kiváló Társadalmi Munkáért
- Testnevelés és Sport Kiváló Dolgozója
- Magyar Labdarúgásért Érdemérem ezüst fokozata
- Magyar Népköztársaság Kiváló Társadalmi Munkáért arany fokozata
- Magyar Népköztársaság Kiváló Munkáért
- Nemzeti Sport Aranygyűrűje
- Dorogi FC Örökös Tagja

## Családja
Fia, ifj. Göb Sándor a Dorogi Egyetértés SE (korábban a Dorogi AC) kiváló asztaliteniszezője, majd asztalitenisz-edzője, szakosztályi sportszervezője.

## Külső hivatkozások
- Dorog város hivatalos honlapja